# Marito distratto e moglie manesca
Marito distratto e moglie manesca è un cortometraggio muto italiano del 1910 diretto da Vincenzo Scarpetta.